# 岡幸俊
岡 幸俊（おか ゆきとし、1970年5月31日 - ）は、高知県土佐清水市出身の元プロ野球選手（投手）。

## 来歴・人物
小学4年生から野球を始め、中学で投手となる。高知商業高時代は、最速145kmの速球やカーブ、シュートを武器に3年次の1988年に春のセンバツと夏の選手権と春夏連続で甲子園大会にも出場。同年のプロ野球ドラフト会議において2位指名で5球団（ヤクルト、広島、巨人、ロッテ、ダイエー）が競合、ヤクルトスワローズが引き当て入団。
1989年は開幕一軍入りを果たし、主にリリーフとして22試合に登板する。
1990年、右肘を故障
、一軍登板は1試合のみに終わる。
1991年はMLBの1A・サリナス・スパーズに野球留学したが、一軍登板は無かった。
以降は3度の右肘手術も回復には至らず。
1994年から外野手に転向するも一軍出場はなかった（ただし、投手時代の1989年に一軍での安打は記録している）。
1995年限りで現役を引退した。
現在は、地元高知で中四国丸和ロジスティクスに勤務し、その傍ら野球講師として活動中。

## 詳細情報

### 年度別投手成績
| 年 度     | 球 団     | 登 板 | 先 発 | 完 投 | 完 封 | 無 四 球 | 勝 利 | 敗 戦 | セ 丨 ブ | ホ 丨 ル ド | 勝 率 | 打 者 | 投 球 回 | 被 安 打 | 被 本 塁 打 | 与 四 球 | 敬 遠 | 与 死 球 | 奪 三 振 | 暴 投 | ボ 丨 ク | 失 点 | 自 責 点 | 防 御 率 | W H I P |
| --------- | --------- | ----- | ----- | ----- | ----- | -------- | ----- | ----- | -------- | ----------- | ----- | ----- | -------- | -------- | ----------- | -------- | ----- | -------- | -------- | ----- | -------- | ----- | -------- | -------- | ------- |
| 1989      | ヤクルト  | 22    | 1     | 0     | 0     | 0        | 0     | 1     | 0        | --          | .000  | 171   | 37.2     | 45       | 7           | 21       | 1     | 0        | 24       | 2     | 0        | 24    | 21       | 5.02     | 1.75    |
| 1990      | ヤクルト  | 1     | 0     | 0     | 0     | 0        | 0     | 0     | 0        | --          | ----  | 14    | 3.0      | 2        | 0           | 5        | 0     | 0        | 0        | 0     | 0        | 0     | 0        | 0.00     | 2.33    |
| 通算：2年 | 通算：2年 | 23    | 1     | 0     | 0     | 0        | 0     | 1     | 0        | --          | .000  | 185   | 40.2     | 47       | 7           | 26       | 1     | 0        | 24       | 2     | 0        | 24    | 21       | 4.65     | 1.80    |

### 記録
- 初登板：1989年4月8日、対読売ジャイアンツ1回戦（東京ドーム）、8回裏2死に5番手で救援登板・完了、1/3回無失点
- 初奪三振：同上、8回裏に中尾孝義から
- 初先発：1989年9月11日、対中日ドラゴンズ20回戦（ナゴヤ球場）、3回6失点で敗戦投手

### 背番号
- 19（1989年 - 1992年）
- 55（1993年 - 1995年）